# Saint-Pancré
Saint-Pancré település Franciaországban, Meurthe-et-Moselle megyében. Lakosainak száma 308 fő (2022. január 1.). Saint-Pancré Virton, Cosnes-et-Romain, Fresnois-la-Montagne, Tellancourt és Ville-Houdlémont községekkel határos.

## Népesség
A település népessége az elmúlt években az alábbi módon változott:
| Lakosok száma | 267  | 276  | 270  | 302  | 324  | 325  | 316  | 310  | 309  | 308  |
|               | 1968 | 1982 | 1990 | 2006 | 2013 | 2015 | 2017 | 2019 | 2020 | 2022 |